# NRIP2
NRIP2‏ (Nuclear receptor interacting protein 2) هوَ بروتين يُشَفر بواسطة جين NRIP2 في الإنسان.